# Angeliera xarifae
Angeliera xarifae is een pissebed uit de familie Microparasellidae. De wetenschappelijke naam van de soort is voor het eerst geldig gepubliceerd in 1959 door Siewing.